# Georges Paulais
Kléber Paulais dit Georges Paulais, né le 16 septembre 1884 à Guimps et mort le 12 décembre 1967 à Chabanais, est un acteur français.

## Biographie
Après une belle carrière au théâtre où il était, au Grand-Guignol, l'interprète fétiche des drames d'André de Lorde, le cinéma fait appel à lui et à sa voix de basse profonde dès le début du parlant. Son impressionnante filmographie est composée en grande partie de modestes apparitions marquantes, elle s'étend de 1910 à 1968.

## Filmographie

### Période muette
- 1910 : Les Deux Jésus ou Deux Petits Jésus de Georges Denola
- 1910 : Fleurs de maquis de Georges Denola
- 1910 : Le Revenant de Georges Denola
- 1910 : Athalie d'Albert Capellani
- 1910 : La Bouteille de lait d'Albert Capellani - court métrage, 295 m -
- 1910 : Les Fiancés de Colombine de Georges Denola - court métrage, 155 m -
- 1910 : La Louve de Michel Carré - court métrage, 245 m -
- 1910 : Pour les beaux yeux de la voisine de Georges Denola - court métrage, 220 m -
- 1910 : Le Violon du grand-père de Michel Carré - court métrage, 265 m -
- 1910 : La Vengeance de la morte (ou Le Portrait) d'Albert Capellani - court métrage, 210 m -
- 1911 : L'Homme au grand manteau de Georges Denola
- 1911 : L'Envieuse (ou Le Vol) d'Albert Capellani
- 1911 : Amour de page de Georges Denola - court métrage
- 1911 : Âme de traître (ou Fleur des maquis) de Georges Denola
- 1911 : Le mensonge de Jean le manchot / Pieux mensonge de Michel Carré - court métrage -
- 1912 : L'Invisible de Victorin Jasset - court métrage, 272 m -
- 1914 : Chéri-bibi de Charles Krauss (1 330 m)
- 1914 : Le Corso rouge de Charles Krauss - court métrage, 870 m -
- 1914 : L'Oiseau de la mort de Jean Durand
- 1916 : Le Droit à la vie d'Abel Gance (1 355 m) - Marc Toln
- 1917 : La Zone de la mort d'Abel Gance (3 000 m)
- 1919 : La Marque révélatrice de Maurice de Marsan (1 460 m) - Reggie Fergusson
- 1920 : Villa Destin de Marcel L'Herbier (1 750 m) - Thyla Gao
- 1921 : El Dorado de Marcel L'Herbier (2 000 m) - Esteria
- 1926 : Belphegor d'Henri Desfontaines - film tourné en 4 épisodes - Ménardier
- 1926 : La Châtelaine du Liban de Marco de Gastyne - L'usurier
- 1927 : La Merveilleuse Vie de Jeanne d'Arc, fille de Lorraine de Marco de Gastyne (4 800 m) - Nicolas Loyseleur
- 1927 : Mon cœur au ralenti de Marco de Gastyne - Yarichkine
- 1927 : Poker d'as d'Henri Desfontaines - Argyriadès
- 1928 : La Divine Croisière de Julien Duvivier (2 500 m)
- 1929 : Le Poète du sixième de Maurice Champreux - court métrage -

### Période: 1930 - 1935
- 1930 : Accusée, levez-vous ! / Un crime au Music-Hall de Maurice Tourneur - Le procureur
- 1930 : Une belle garce de Marco de Gastyne - Le clown Armand
- 1931 : Cœur de lilas de Anatol Litvak - Le juge d'instruction
- 1931 : Échec et mat de Roger Goupillières - Le juge
- 1931 : Partir de Maurice Tourneur - Le docteur
- 1932 : Fantômas de Paul Fejos
- 1932 : Le Jugement de minuit d'Alexandre Esway et André Charlot - Thomas, le détective
- 1932 : Arrêtez-moi ! de Charles-Félix Tavano et Christian Matras - moyen métrage, 1 350 m - M. Barbon
- 1932 : Avant première de William Delafontaine - court métrage, 750 m -
- 1932 : Le Chimpanzé de Marco de Gastyne - moyen métrage, 1 150 m (36 min 23) -
- 1932 : Claudie dompteuse / Mademoiselle Orphée de Marco de Gastyne - moyen métrage, 1 032 m (38 min) -
- 1932 : Coups de bourse de Marco de Gastyne - court métrage, 900 m -
- 1932 : Monsieur Durand sénateur / Une crise ministérielle de Robert Péguy - moyen métrage, 1 100 m (40 min) - Achille
- 1932 : Les Ruines de Gallefontaine de Marco de Gastyne - court métrage -
- 1932 : Une fine partie de Marco de Gastyne - moyen métrage, 1 200 m (40 min)
- 1933 : Un certain M. Grant de Gerhard Lamprecht et Roger Le Bon - Le monsieur triste
- 1933 : Rothchild de Marco de Gastyne - Marty
- 1933 : Le Testament du docteur Mabuse de Fritz Lang et René Sti
- 1933 : L'Atroce Menace de Christian-Jaque - moyen métrage (40 min) -
- 1933 : Coquin de sort d'André Pellenc
- 1933 : L'Homme mystérieux (Obsession) de Maurice Tourneur - moyen métrage (35 min) - Le directeur
- 1934 : Cessez le feu de Jacques de Baroncelli
- 1934 : Dernière heure de Jean Bernard-Derosne - Chenevrier
- 1934 : La Flambée de Jean de Marguenat - Le procureur
- 1934 : L'Or dans la rue de Kurt Bernhardt - Le client
- 1934 : La Porteuse de pain de René Sti - L'avocat général
- 1934 : Le Prince Jean de Jean de Marguenat - Harlingen
- 1934 : Alcide Pépie de René Jayet - court métrage, 695 m (25 min 30) - Alcide Pépie
- 1934 : Lui...ou...elle de Roger Capellani - moyen métrage, 1 200 m (45 min)
- 1934 : Perfidie de Roger Capellani - moyen métrage, 1 072 m -
- 1934 : Six trente cinq de Pierre de Rameroy - court métrage -
- 1935 : Le Bonheur de Marcel L'Herbier
- 1935 : Golgotha de Julien Duvivier
- 1935 : Napoléon Bonaparte d'Abel Gance - version sonorisée et remaniée du film de 1927 - Verniaud
- 1935 : Les Yeux noirs de Victor Tourjansky

### Période: 1936 - 1939
- 1936 : Coup de vent de Jean Dréville et Giovacchino Forzano
- 1936 : Gigolette de Yvan Noé
- 1936 : J'arrose mes galons de René Pujol et Jacques Darmont
- 1936 : Les Jumeaux de Brighton de Claude Heymann - Le docteur
- 1936 : Les Maris de ma femme de Maurice Cammage
- 1936 : Moutonnet de René Sti
- 1936 : Le Mort en fuite d'André Berthomieu (Un policier
- 1936 : La Pocharde de Jean Kemm et Jean-Louis Bouquet
- 1936 : Rigolboche de Christian-Jaque, ressorti en 1941 sous le titre Reine de Paris - Le juge d'instruction
- 1936 : Tarass Boulba de Alexis Granowsky
- 1936 : Un grand amour de Beethoven d'Abel Gance - Le médecin
- 1936 : Une gueule en or de Pierre Colombier
- 1936 : 27, rue de la Paix de Richard Pottier
- 1937 : La Danseuse rouge de Jean-Paul Paulin
- 1937 : J'accuse de Abel Gance
- 1937 : Un meurtre a été commis de Claude Orval - Roger Duboc
- 1937 : Nostalgie de Victor Tourjansky
- 1937 : Les Nuits blanches de Saint-Pétersbourg de Jean Dréville - Gourestky
- 1937 : À minuit, le 7 de Maurice de Canonge - L'avocat général
- 1937 : Les Secrets de la mer Rouge de Richard Pottier - Le cheik Issa
- 1937 : La Tragédie impériale / Raspoutine de Marcel L'Herbier
- 1937 : Yoshiwara de Max Ophüls - Un officier japonais
- 1938 : Accord final de I. Rosenkrantz
- 1938 :  Belle Étoile  de Jacques de Baroncelli
- 1938 : Gibraltar de Fedor Ozep
- 1938 : Le Héros de la Marne d'André Hugon - Galliéni
- 1938 : La Maison du Maltais de Pierre Chenal
- 1938 : Les Nouveaux Riches d'André Berthomieu
- 1938 : Prince de mon cœur de Jacques Daniel-Norman - Le bijoutier
- 1938 : Le Révolté de Léon Mathot et Robert Bibal
- 1938 : Son oncle de Normandie / La fugue de Jim Baxter de Jean Dréville - L'avocat général
- 1938 : Tarakanowa de Fédor Ozep
- 1938 : Ultimatum de Robert Wiene - sous réserve -
- 1938 : Une java de Claude Orval - L'inspecteur Gerbier
- 1939 : Vidocq de Jacques Daroy
- 1938 : La Rue sans joie d'André Hugon
- 1939 : Le Bois sacré de Léon Mathot et Pierre Bibal
- 1939 : Le Chemin de l'honneur de Jean-Paul Paulin - Le chirurgien
- 1939 : Le Dernier Tournant de Pierre Chenal
- 1939 : Face au destin d'Henri Fescourt - Le commissaire du gouvernement
- 1939 : Grey contre X de Pierre Maudru et Alfred Gragnon - Le docteur Lao Ming
- 1939 : L'Homme qui cherche la vérité d'Alexandre Esway
- 1939 : Nadia la femme traquée de Claude Orval - Albert
- 1939 : Rappel immédiat de Léon Mathot
- 1939 : Tourbillon de Paris d'Henri Diamant-Berger - Le pilote
- 1939 : En correctionnelle de Marcel Aboulker - court métrage, 650 m (24 min) -

### Période: 1940 - 1949
- 1940 : Ceux du ciel d'Yvan Noé - Le docteur
- 1940 : Le Collier de chanvre de Léon Mathot
- 1940 : Documents secrets de Léo Joannon
- 1940 : L'Empreinte du dieu de Léonide Moguy
- 1940 : Fausse alerte / Abri 39 de Jacques de Baroncelli
- 1940 : Faut ce qu'il faut (Monsieur Bibi) de René Pujol
- 1940 : Finance noire de Félix Gandéra  - L'inspecteur
- 1940 : Soyez les bienvenus de Jacques de Baroncelli
- 1940 : Les Surprises de la radio de Marcel Aboulker - Le témoin
- 1941 : Diamant noir de Jean Delannoy - Un invité
- 1941 : Pension Jonas de Pierre Caron - Le directeur
- 1942 : Le chant de l'exilé d'André Hugon - Le docteur
- 1942 : Le Grand Combat de Bernard Roland - Le gérant de l'hôtel
- 1942 : Mahlia la métisse de Walter Kapps - Le père de Mahlia
- 1943 : Le Soleil de minuit de Bernard Roland - Kramer
- 1943 : Vautrin de Pierre Billon d'après trois romans de la Comédie humaine d'Honoré de Balzac - Maître Derville
- 1944 : La Cage aux rossignols de Jean Dréville
- 1945 : L'Affaire du collier de la reine de Jean Dréville et Marcel L'Herbier - Un huissier
- 1945 : 120, rue de la Gare de Jacques Daniel-Norman
- 1945 : Impasse de Pierre Dard - L'antiquaire
- 1945 : Jéricho d'Henri Calef
- 1945 : Mensonge de Jean Stelli - Le pharmacien
- 1945 : Mission spéciale de Maurice de Canonge - Film tourné en deux époques -
- 1946 : Les Chouans d'Henri Calef - Le marquis de Guénic
- 1946 : La Colère des dieux de Carl Lamac - Le notaire
- 1946 : Gringalet d'André Berthomieu
- 1947 : Le Cavalier de Croix-Mort / Une aventure de Vidocq de Lucien Ganier-Raymond - Le préfet
- 1947 : Route sans issue de Jean Stelli - Le juge d'instruction
- 1947 : Une belle garce de Jacques Daroy - Blanco
- 1948 : L'ange rouge de Jacques Daniel-Norman
- 1948 : Cité de l'espérance de Jean Stelli - Le juge d'instruction
- 1948 : Docteur Laennec de Maurice Labro - Un médecin
- 1948 : L'échafaud peut attendre d'Albert Valentin - L'avocat général
- 1948 : La Femme que j'ai assassinée de Jacques Daniel-Norman - Benjamin
- 1948 : L'Impeccable Henri de Charles-Félix Tavano - Le jardinier
- 1948 : Jo la Romance de Gilles Grangier - Le régisseur
- 1948 : Le Secret de Monte-Cristo d'Albert Valentin - Le préfet
- 1948 : Sombre Dimanche de Jacqueline Audry - Le directeur
- 1948 : Tabusse de Jean Gehret - L'usurier
- 1948 : La Veuve et l'Innocent d'André Cerf - Le receleur
- 1949 : La Bataille du feu ou Les Joyeux conscrits de Maurice de Canonge - Le valet
- 1949 : L'Auberge du péché de Jean de Marguenat - Le commissaire Jeantet
- 1949 : Envoi de fleurs de Jean Stelli - Un bourgeois
- 1949 : Le Grand Cirque de Georges Péclet
- 1949 : L'Homme aux mains d'argile de Léon Mathot - M. Rouille
- 1949 : Julie de Carneilhan de Jacques Manuel - L'homme d'affaires
- 1949 : Le 84 prend des vacances de Léo Joannon - Le secrétaire
- 1949 : Rendez-vous avec la chance d'Emil-Edwin Reinert - L'inspecteur
- 1949 : Rome Express de Christian Stengel - Le commissaire
- 1949 : La Souricière d'Henri Calef - Un juré

### Période: 1950 - 1955
- 1950 : Les Amants de bras-mort de Marcel Pagliero - Le notaire
- 1950 : Caroline chérie de Richard Pottier - Le domestique chez Coigny
- 1950 : Le Gang des tractions-arrière de Jean Loubignac - Pelot
- 1950 : Les mémoires de la vache Yolande d'Ernest Neubach - Le commissaire priseur
- 1950 : Les Petites Cardinal de Gilles Grangier - Le porteur
- 1950 : Quai de Grenelle d'Emil-Edwin Reinert - Le chef de rayon
- 1950 : La Rue sans loi de Marcel Gibaud - Le monsieur distingué
- 1951 : Le Chéri de sa concierge de René Jayet - Le speaker
- 1951 : Foyer perdu de Jean Loubignac
- 1951 : Gibier de potence de Roger Richebé - Frère Bartholomé
- 1951 : La Maison Bonnadieu de Carlo Rim
- 1951 : Monsieur Leguignon lampiste de Maurice Labro
- 1951 : Piédalu à Paris de Jean Loubignac - L'instituteur
- 1951 : Seuls au monde de René Chanas
- 1952 : Les Détectives du dimanche de Claude Orval - Le contrôleur
- 1952 : La Loterie du bonheur de Jean Gehret
- 1952 : Les Belles de nuit de René Clair
- 1953 : Mon gosse de père de Léon Mathot - Julien le valet de chambre
- 1953 : Madame de... de Max Ophüls - Le premier témoin du duel
- 1953 : Piédalu député de Jean Loubignac
- 1953 : Virgile de Carlo Rim
- 1954 : Ah ! les belles bacchantes de Jean Loubignac - L'auteur de la revue
- 1954 : Pas de souris dans le bizness d'Henri Lepage
- 1956 : Gervaise de René Clément
- 1956 : Le Secret de sœur Angèle de Léo Joannon

## Théâtre
(liste non exhaustive)
- 1926 : L'Étrangleuse d'André de Lorde, Théâtre du Grand-Guignol
- 1937 : Jules César de William Shakespeare, mise en scène Charles Dullin, Théâtre de l'Atelier
- 1943 : Cauchemar de René Fauchois, mise en scène Camille Choisy,  Théâtre du Grand-Guignol